# Clinodiplosis corylifolia
Clinodiplosis corylifolia är en tvåvingeart som först beskrevs av Ephraim Porter Felt 1907.  Clinodiplosis corylifolia ingår i släktet Clinodiplosis och familjen gallmyggor. Inga underarter finns listade i Catalogue of Life.